# Łukasz Musiał
Łukasz Musiał (ur. 1976) – polski literaturoznawca, germanista, eseista i tłumacz, profesor nauk humanistycznych.
W 2005 r. uzyskał stopień doktora za rozprawę pt. „Cierpienie w epoce przedmiotowości. Konceptualizacja bólu w dziele Ernsta Jüngera”, której promotorem był prof. Hubert Orłowski. W 2012 r. habilitował się na podstawie pracy pt. „Kafka. W poszukiwaniu utraconej rzeczywistości”. W 2023 r. uzyskał tytuł profesora nauk humanistycznych. Pracuje na stanowisku profesora w Instytucie Filologii Germańskiej na Wydziale Neofilologii UAM. Tłumacz książek takich autorów jak m.in. Ernst Jünger, Karl Schlögel i Franz Kafka. 
Za książkę O bólu. Pięć rozważań w poszukiwaniu autora nominowany do Nagrody Literackiej Gdynia 2017 w kategorii esej.

## Wybrane publikacje
monografie i książki eseistyczne
- Leiden im Zeitalter der Gegenständlichkeit. Zur Konzeptualisierung des Schmerzes im Werk von Ernst Jünger (Oficyna Wydawnicza Atut – Wrocławskie Wydawnictwo Oświatowe/Neisse Verlag, Wrocław 2006)[4]
- Kafka – w poszukiwaniu utraconej rzeczywistości (Oficyna Wydawnicza Atut – Wrocławskie Wydawnictwo Oświatowe, Wrocław 2011)[5]
- Do czego używa się literatury (Fundacja Tygodnika Powszechnego, Kraków 2016)[6]
- O bólu. Pięć rozważań w poszukiwaniu autora (Wydawnictwo Naukowe Uniwersytetu im. Adama Mickiewicza, Poznań 2016)[7]
- Zaufanie i utopia. Eseje o literaturze (Wydawnictwo Naukowe Uniwersytetu im. Adama Mickiewicza, Poznań 2019)[8]
- Rojber. Występki Walsera (Wydawnictwo Officyna, Łódź 2023)[9]

(współ)redakcja książek
- Konstelacja Ingeborg Bachmann (Wydawnictwo Poznańskiego Towarzystwa Przyjaciół Nauk, Poznań 2010)[10]
- W sprawie Agambena. Konteksty krytyki (Wydawnictwo Poznańskie, Poznań 2010)[11]
- Nienasycenie. Filozofowie o Kafce (Korporacja Ha!art, Kraków 2011)[12]
- Języki przemocy (Wydawnictwo Nauka i Innowacje, Poznań 2014)[13]
- Franz Kafka, Wybór prozy (Wydawnictwo Ossolineum, Wrocław 2018)[14]

przekłady
- Franz Kafka, Dzienniki (Wydawnictwo Officyna, Łódź 2022)[15]
- Franz Kafka, Kary (Wydawnictwo Officyna, Łódź 2024)[16]